# Цибетон
Цибетон (циветон) — органическое вещество, циклический непредельный кетон природного происхождения. Обладает сильным мускусным ароматом, который становится приятным при сильном разведении. Схож по строению с мусконом, основным пахучим компонентом мускуса.

## Описание
Цибетон представляет собой бесцветные кристаллы, обладающие мускусным запахом. Растворяется в этаноле, нерастворим в воде. При окислении цибетон образует пимелиновую, азелаиновую и пробковую кислоты.
Цибетон является активным действующим началом секрета циветы (род хищных млекопитающих из семейства виверровых), откуда его и выделяют. Цибетон образуется в организме животного из алифатических дикарбоновых кислот. В настоящее время[когда?] цибетон синтезируют из предшественников, получаемых из пальмового масла. Определил строение цибетона и впервые осуществил его синтез Леопольд Ружичка в 1926 году.

## Синтез
Цибетон можно получить синтетически через циклизацию Дикмана (конденсация Дикмана) или конденсацию Кляйзена из 9-октадецен-1,18-диалкилата.

## Использование
Цибетон используется как фиксатор и ароматизатор в парфюмерии.
Биологи, работающие в полевых условиях, применили это вещество для привлечения ягуаров к фотоловушкам, для этого они использовали  одеколон Кельвина Кляйна Obsession For Men, в котором содержался цибетон. Предполагается, что цибетон напоминает ягуарам запах пахучей метки, разграничивающей территорию.